# 鎝-99m
鍀-99m是鍀-99的核同質異能素。化學符號是Tc-99m，半衰期為6小時。佔全世界醫療用放射性元素的80%，其中90%用於掃瞄診斷，像是單光子電腦斷層掃描。全世界每年使用鎝-99m進行三千-四千萬個掃瞄診斷
。

## 製作方法
中子和鈾-235進行核分裂後產生的核分裂產物中有6%是鉬-99。鉬-99經β -衰变成為鎝-99m。鉬-99的半衰期為66小時。
加拿大粉筆河實驗室的國家研究通用反應爐和荷蘭的佩登高通量反應爐為鉬-99的主要產地。

## 醫療上的應用
鎝-99m有䆁放140千電子伏特（KeV）的伽瑪射線的特性。醫事人員可藉由單光子電腦斷層掃描偵測伽瑪射線，追踪人體內的血流量。